# José Eduardo Rothbarth Thomé
José Eduardo Rothbarth Thomé, mais conhecido como José Thomé, (26 de julho de 1985 - Rio do Sul, Santa Catarina) foi vereador de Rio do Sul de 2012 até 2016, e logo após assumiu como prefeito de Rio do Sul em 2016, Cargo que ocupa até o momento.

## Vereador
José Thomé foi vereador de Rio do Sul por duas vezes pelo PMDB  entre 2008 e 2016, no último pleito sendo o vereador mais votado com 2.362 votos. Durante seu mandato como presidente da câmara de vereadores,assumiu como prefeito por 10 dias, pois o prefeito atual na época, Milton Hobus, teve de se ausentar. José entrou para história também como o prefeito mais jovem a comandar o município, com apenas 31 anos.

## Prefeito
Em 2016 José Thomé se candidatou a prefeito de Rio do Sul pelo PSDB (Partido da Social Democracia Brasileira), e foi eleito com 47,67% dos votos.Ele foi reeleito em 2020. Durante seu mandato, foi empossado presidente da Junta de Serviço Militar de Rio do Sul, apresentou, um plano de ação para zerar o número de crianças aguardando por matrícula na rede de ensino infantil, e ainda um plano para zerar a fila de espera por consultas e exames represados. No primeiro semestre do seu governo chegou a se reunir com o presidente do Brasil, Michel Temer, para discutir as questões do município.

## Transparência no Governo
O Chefe do Poder Executivo de Rio do Sul José Eduardo Rothbarth Thomé, implantou diversos mecanismos de controle e transparência dos gastos públicos. Durante o seu governo todas as licitações foram transmitidas ao vivo pela internet. Além disso reforçou a parceria do município com entidades de controle, como Observatório Social. Desde 2017 todos os contratos da prefeitura passaram a ser disponibilizados na internet, no portal de transparência do município.

## Processos e investigações
O MPE-SC ajuizou Ação de Investigação Judicial Eleitoral (Aije) por captação de recursos e gastos em favor das candidaturas dos políticos em valores superiores ao limite permitido para a campanha de 2016, por meio de contabilidade paralela caixa 2. O juízo de primeiro grau julgou parcialmente procedente a Aije.A Corte Regional, no entanto, acolheu a alegação dos políticos de ilicitude da prova emprestada, uma vez que outro político supostamente envolvido no caso teria foro por prerrogativa de função e, assim, não poderia ser julgado pelo juízo de primeira instância.
Durante o seu governo, o município foi alvo de investigações. Em nenhum processo o prefeito está pessoalmente envolvido. A operação deflagrada no início de sua gestão, investigou o contrato da empresa prestadora de coleta de lixo. A operação envolveu todos os municípios em que a empresa Say Muller possuia contrato. Em Rio do Sul a licitação para a contratação da empresa ocorreu em 2016, enquanto José Thomé era vereador do município.
Terça-feira dia 10/09/2019, foi deflagrada a operação intitulada de “Curupira” pelo Grupo de Atuação Especial de Combate às Organizações Criminosas (Gaeco), que apura crimes contra a administração pública e o meio ambiente. Depois de um dia todo de grande movimentação, ela terminou com suspeitos presos e provas recolhidas que devem embasar futuras denúncias na justiça. Por volta das 6h da manhã agentes chegaram a Prefeitura de Rio do Sul para coletar documentos e impediram que os servidores acessassem o prédio central que ficou fechado durante toda a manhã. Por causa da operação, funcionários foram dispensados e retornaram ao trabalho somente às 13h após uma liminar concedida pela justiça. A reportagem apurou que vários servidores da prefeitura de Rio do Sul tiveram mandados de prisão preventiva expedidos e ainda foram afastados das funções públicas.

## Condenação
O prefeito de Rio do Sul, José Thomé (PSD), foi condenado pela Justiça Eleitoral por prática de caixa 2 na campanha do pleito de 2016, quando o político foi eleito pela primeira vez chefe do Executivo da maior cidade do Alto Vale do Itajaí.
Thomé terá de cumprir dois anos de reclusão em regime aberto por falsidade ideológica eleitoral e pagar uma multa equivalente a pouco mais de 10 salários mínimos. Apesar da condenação, o prefeito — que foi reeleito em 2020 — segue no cargo. A decisão foi em primeira instância e a defesa pode recorrer.

O processo tem relação com uma investigação feita pela Polícia Civil em 2017 e que apontou a não declaração de gastos referentes à campanha de Thomé, então no PSDB. A denúncia apresentada pelo Ministério Público Eleitoral (MPE-SC) estimou que as despesas da chapa oscilaram entre R$ 750 mil e R$ 850 mil, sendo que apenas R$ 174,6 mil haviam sido declarados.